# Episodi di Duel Masters Victory V3
Duel Masters Victory V3 (デュエル・マスターズ ビクトリー V3?, Dyueru Masutāzu Bikutorī V3) è stato trasmesso originalmente in Giappone dal 6 aprile 2013 al 29 marzo 2014 su TV Tokyo per un totale di 51 episodi. Le sigle sono rispettivamente Start kakumei (スタート革命? lett. "Inizia la rivoluzione") cantata dai Hemenway (apertura) e Hachamecha ore! King (ハチャメチャ・オレ!キング?, Hachamecha ore! Kingu, lett. "Sono scompigliato! Re") di Duel Hero Yu & Atsuto (chiusura).

Il logo della serie

La serie inizia dopo la battaglia in cui Katta ha sconfitto il gruppo YA.RA.SI e qui il ragazzo riottiene la sua popolarità sconfiggendo Leo ed il suo braccio destro, Nai Minamimo.
Nella storia Katta utilizza una nuova razza di creature chiamata Outrage che sfrutterà contro un'altra opposta, quella degli Oracle. Inoltre a partire dall'episodio 3, nel mondo delle creature inizia una nuova era che porta a profondi cambiamenti.

## Lista episodi
| Nº | Titolo italiano (traduzione letterale) Giapponese 「Kanji」 - Rōmaji                                                     | In onda           | In onda |
| Nº | Titolo italiano (traduzione letterale) Giapponese 「Kanji」 - Rōmaji                                                     | Giapponese        |         |
| 1  | Il libro dell'Outrage 「アウトレイジの書」 - Autoreiji no sho                                                            | 6 aprile 2013     |         |
| 2  | Duel Zone 「デュエルゾーン」 - Dueru Zōn                                                                                 | 13 aprile 2013    |         |
| 3  | Il profumo pericoloso degli Oracle! 「オラクルは危険な香り!」 - Orakuru wa kiken'na kaori!                               | 20 aprile 2013    |         |
| 4  | Spedizione! Detective Duema 「出動! デュエマ探偵団」 - Shutsudō! Dyuema tantei-dan                                       | 27 aprile 2013    |         |
| 5  | Damusshi viene scoperto!? 「ダムッシー現る!?」 - Damusshī genru!?                                                        | 4 maggio 2013     |         |
| 6  | La battaglia dei dolci perfetti! 「完全無欠のスイーツバトル!」 - Kanzen muketsu no Suītsu Batoru!                        | 11 maggio 2013    |         |
| 7  | Fuga artistica! 「芸術大暴走!」 - Geijutsu dai bōsō!                                                                     | 18 maggio 2013    |         |
| 8  | Il misterioso duellante mascherato!? 「謎の覆面デュエリスト!?」 - Nazo no fukumen Dyuerisuto!?                           | 25 maggio 2013    |         |
| 9  | Il nemico più forte, il suo nome è Yomi! 「最強の敵、その名はヨミ!」 - Saikyō no teki, sononaha Yomi!                    | 1º giugno 2013    |         |
| 10 | Le mani di Oracle si avvicinano di soppiatto! 「忍びよるオラクルの手!」 - Shinobi yoru Orakuru no te!                    | 8 giugno 2013     |         |
| 11 | Attivazione! Doron Go! 「発動!ドロン・ゴー!!」 - Hatsudo! Doron Gō!!                                                     | 15 giugno 2013    |         |
| 12 | Battaglia super decisiva nella casa dei fantasmi! 「お化け屋敷の超決戦!」 - Obake yashiki no cho kessen!                 | 22 giugno 2013    |         |
| 13 | Tre dei si uniscono, Yomi! 「三神合体ヨミ!」 - Mikami gattai Yomi!                                                       | 29 giugno 2013    |         |
| 14 | Battaglia feroce! Yomi VS il duellante mascherato 「激闘! ヨミVS覆面デュエリスト」 - Gekito! Yomi VS fukumen Dyuerisuto  | 6 luglio 2013     |         |
| 15 | Distruggi Oracle! 「オラクルをぶっとばせ!」 - Orakuru o buttobase!                                                       | 13 luglio 2013    |         |
| 16 | La giustizia assoluta di Katsuking! 「正義は絶対カツキング!」 - Seigi wa zettai Katsukingu!                              | 20 luglio 2013    |         |
| 17 | La battaglia delle donne! 「女の戦い!」 - On'na no tatakai!                                                              | 27 luglio 2013    |         |
| 18 | Il cuore batte all'impazzata, Doron Go! 「ドキドキメラメラ ドロン・ゴー!」 - Doki doki meramera Doron Gō!                | 3 agosto 2013     |         |
| 19 | Benchan, parla di amicizia! 「ベンちゃん、友情を語る!」 - Benchan, yūjō o kataru!                                        | 10 agosto 2013    |         |
| 20 | Il guardiano del parco! 「公園の守り神!」 - Kōen no mamorigami!                                                          | 17 agosto 2013    |         |
| 21 | Una leggenda metropolitana chiamata mistero del mistero! 「ナゾがナゾ呼ぶ都市伝説!」 - Nazo ga nazo yobu toshi densetsu! | 24 agosto 2013    |         |
| 22 | Le vacanze estive di Katsudon e Katta! 「カツドン・勝太の夏休み!」 - Katsudon Katta no natsuyasumi!                      | 31 agosto 2013    |         |
| 23 | Il grande confronto dell'Outrage! 「アウトレイジ大抗争!」 - Autoreiji dai kōsō!                                          | 7 settembre 2013  |         |
| 24 | Jenny è soddisfatta! 「ジェニーがいっぱい!」 - Jenī ga ippai!                                                            | 14 settembre 2013 |         |
| 25 | Zoro Star colpisce ancora! 「ゾロスターの逆襲!」 - Zoro Sutā no gyakushū!                                                | 21 settembre 2013 |         |
| 26 | Bucyake VS Okkake! 「ぶっちゃけ VS おっかけ!」 - Bucyake VS Okkake!                                                      | 28 settembre 2013 |         |
| 27 | Jasmine, il miracolo dell'amore! 「ジャスミン、愛の奇跡!」 - Jasumin, ai no kiseki!                                      | 5 ottobre 2013    |         |
| 28 | Mistery Tour volante! 「空飛ぶミステリーツアー!」 - Soratobu Misuterī Tsuā!                                              | 12 ottobre 2013   |         |
| 29 | Canta con entusiasmo! Gli Aotrage Brothers! 「大熱唱! アオトレイジ・ブラザーズ!」 - Dai nesshō! Aotoreiji Burazāzu!      | 19 ottobre 2013   |         |
| 30 | L'incidente alle sorgenti termali di Yororehi Yukemuri! 「湯けむりヨロレヒ温泉事件!」 - Yukemuri Yororehi onsen jiken!   | 26 ottobre 2013   |         |
| 31 | La resurrezione degli Oracle! 「復活のオラクル!」 - Fukkatsu no Orakuru!                                                 | 2 novembre 2013   |         |
| 32 | Infiltrazione! L'isola delle creature! 「潜入! クリーチャー島!」 - Sen'nyū! Kurīchā shima!                               | 9 novembre 2013   |         |
| 33 | Guida all'Outrage! 「アウトレイジの導き!」 - Autoreiji no michibiki!                                                     | 16 novembre 2013  |         |
| 34 | Grande risveglio! Katsuking MAX! 「大覚醒! カツキングMAX!」 - Dai kakusei! Katsukingu Makkusu!                           | 23 novembre 2013  |         |
| 35 | I ricordi degli Oracle! 「オラクルの記憶!」 - Orakuru no kioku!                                                          | 30 novembre 2013  |         |
| 36 | La sorella minore di Izumo, Rei! 「イズモの妹・零!」 - Izumo no imōto Rei!                                               | 7 dicembre 2013   |         |
| 37 | Il tradimento di Bhutan! 「裏切りのブータン!」 - Uragiri no Būtan!                                                       | 14 dicembre 2013  |         |
| 38 | Due tesori nascosti! 「ふたつの秘宝!」 - Futatsu no hihō!                                                                | 21 dicembre 2013  |         |
| 39 | Ritorno! Rei! 「戻ってこい! 零!」 - Modotte koi! Rei!                                                                    | 28 dicembre 2013  |         |
| 40 | Svegliati Katta Kirifuda! 「目を覚まして切札勝太!」 - Me o samashite Kirifuda Katta!                                     | 11 gennaio 2014   |         |
| 41 | Il tesoro proibito, Oracle Jewel! 「禁断の秘宝 オラクルジュエル!」 - Kindan no hihō Orakuru Jueru!                       | 18 gennaio 2014   |         |
| 42 | La super dea Izumo! 「超神類イズモ!」 - Chōjin-rui Izumo!                                                                | 25 gennaio 2014   |         |
| 43 | 3 miracoli, Doron Go! 「奇跡の3体ドロンゴー!」 - Kiseki no 3-tai Doron Gō!                                               | 1º febbraio 2014  |         |
| 44 | Corri! Oracle Area! 「突入!オラクルエリア!」 - Totsunyū! Orakuru Eria!                                                   | 8 febbraio 2014   |         |
| 45 | L'avversario sono io!? Rei contro Rei! 「相手は自分!? 零対レイ!」 - Aite wa jibun!? Rei tai Rei!                         | 15 febbraio 2014  |         |
| 46 | Rei vs Izumo, la resa dei conti fatale! 「零vsイズモ 宿命の対決!」 - Rei vs Izumo shukumei no taiketsu!                  | 22 febbraio 2014  |         |
| 47 | Grande battaglia decisiva! Climax Doron Go! 「大決戦! クライマックスドロン・ゴー!」 - Daisakusen! Kuraimakkusu Doron Gō! | 1º marzo 2014     |         |
| 48 | Addio Katsudon! 「さらばカツドン!」 - Saraba Katsudon!                                                                   | 8 marzo 2014      |         |
| 49 | Last Battle! Il pianeta di Yomi 「ラストバトル! ヨミの惑星」 - Rasuto Batoru! Yomi no wakusei                            | 15 marzo 2014     |         |
| 50 | Saremo sempre tuoi amici! 「オレ達ずっとデュエ友!」 - Ore-tachi zutto dyue tomo!                                         | 22 marzo 2014     |         |
| 51 | Outrage! Per sempre!! 「アウトレイジよ！永遠なれ!!」 - Autoreiji yo! Eien'nare!!                                         | 29 marzo 2014     |         |